# Заказанка
Заказанка (біл. Заказанка) — село в Берестейському районі Берестейської області Білорусі. Орган місцевого самоврядування — Знаменська сільська рада. Населення села у 1999 році складало 17 осіб, а у 2010 році — 8 осіб.
Розташоване у поріччі Західного Бугу, за 16 км на південь від Берестя. В селі народилася Наталка Бабіна, українська та білоруська письменниця і журналістка.

## Історія
1944 року село було віднесене до нейтральної смуги польсько-радянського кордону, його мешканців виселено, а
будинки зруйновано. Нове однойменне поселення виникло в лісі, за «зоною», де поселилися деякі мешканці колишнього населеного пункту.
21 грудня 2007 року сільську раду, до якої входило село, перейменували з Гершонської на Страдецьку. 17 вересня 2013 року Страдецьку сільську раду було ліквідовано, а село передано до складу Знаменської сільської ради.